# 앙제요안 보니
앙제요안 보니(프랑스어: Ange-Yoan Bonny, 2003년 10월 25일 ~ )는 프랑스의 축구 선수이다. 그의 포지션은 공격수로, 현재 이탈리아 세리에 A의 인터 밀란에서 활약하고 있다.

## 클럽 경력

### 샤토루
2020년 10월 31일, 보니는 2-1로 패한 AS 낭시와의 리그 2 경기에서 샤토루 소속으로 프로 데뷔전을 치렀다.

### 파르마
2021년 8월 31일, 그는 세리에 B의 파르마와 계약을 맺고 이적했다. 그는, 세리에 A 데뷔 시즌인 2024-25 시즌에 총 6골을 넣으며 팀 내 최다 득점자로 올라섰다.

### 인터 밀란
2025년 7월 5일, 그는 세리에 A의 인터 밀란과 계약을 맺고 이적했다. 그 결과, 그는 전 파르마 감독인 크리스티안 키부와 재회했다.

## 국가대표팀 경력
프랑스에서 태어난 보니는 코트디부아르계이다. 그는 프랑스를 대표하는 청소년 국가대표팀 선수로 현재 프랑스 U-21 대표팀에서 활약하고 있다.

## 수상 내역
파르마
- 세리에 B: 2023–24